# Zla Kolata
Zla Kolata (Kolac, albánsky Kollata ë Keqe) je hora v pohoří Prokletije na hranicích Černé Hory a Albánie. S výškou 2534 m n. m. je to nejvyšší hora Černé Hory, zároveň je 16. nejvyšší horou Albánie. Je severní rozsochou hory Maja e Kollatë (2556 m) v masivu Bjeliče, který se už nachází na albánském území. Má tvar mohutného skalního zubu; vrchol je, ostatně stejně jako celý masiv Bjeliče, budován z vápence.

## Název
Jméno hory znamená v překladu Špatná Kolata. Dalším vedlejším vrcholem masivu Bjeliče je vrchol Dobra Kolata (albánsky Kollata e mirë, česky Dobrá Kolata), která je s 2528 m n. m. druhou nejvyšší horou Černé Hory a která je jen něco málo přes 100 m na severovýchod a je oddělena sedlem 2416 m n. m. Význam slova Kolata je nejasný, ale Kolac, což je další jméno pro Kolatu, znamená v černohorštině/srbštině hromadu.

## Poloha
Zla Kolata se nachází na hranicích Černé Hory a Albánie, 10 km jižně od černohorského městečka Gusinje. Leží v Dinárských horách, přesněji v pohoří Prokletije, v horském celku Bělič. Je severní rozsochou nejvyššího vrcholu Bjeliče, Maja Kolats (albánsky Rodi e Kollatës nebo také Maja e Kollatë, 2556 m), který se už nachází na albánském území. Severně od hory Zla Kolata, přes malé sedlo leží Dobra Kolata, vysoká 2 528 m n. m. Zla Kolata leží necelých deset kilometrů severovýchodně od Maja e Jezercës a necelých dvacet kilometrů západně od Djeravica, dvou nejvyšších hor Prokletije.

## Geologie a geomorfologie
Zla Kolata má tvar mohutného skalního zubu. Vrchol je, ostatně stejně jako celý masiv Bjeliče, budován z vápence.

## Přístup
K horskému celku Bjelič se lze dostat z černohorského městečka Gusinje na jih údolím Ropojana do vesnice Vusanje. Z Vusanje vede na vrchol Zla Kolata značená turistická stezka.
Z albánské strany vede taktéž značená turistická trasa. Výchozí místo je Valbona.

## Ochrana přírody
V roce 2008 předložilo černohorské Ministerstvo cestovního ruchu a ochrany životního prostředí návrh Zákona o národních parcích, kterým se má Černohorské Prokletije stát pátým národním parkem v zemi. Území připravovaného národního parku zahrnuje i vrcholy Zla a Dobra Kolata.

## Okolí
- údolí Ropojana - dlouhé ledovcové údolí, kterým protéká říčka Vruja, jedna ze zdrojnic Limu, v údolí se nachází kaňon říčky Skakavica; většina údolí leží v Černé Hoře, ale zasahuje až do Albánie
- Vusanje - malá vesnice v dolině Ropojana, stojí v ní mešita
- Dobra Kolata (2528 m n. m.), Rosni vrh (Maja e Rosit) (2524 m n. m.), Maja e Desljes (2454 m n. m.) - další vrcholy masivu Bjelič